# Comunicación paralela
En telecomunicaciones e informática, la comunicación paralela es un método para transmitir múltiples dígitos binarios (bits) de manera simultánea. Es lo opuesto a la comunicación en serie, en la que se transmiten los bits uno a uno. Esta distinción es una de las características básicas de los canales de comunicaciones.
La diferencia básica entre un canal de comunicación en serie y uno en paralelo radica en el número de conductores eléctricos usados en la capa física para transmitir bits. La comunicación en paralelo implica el uso de más de uno de estos conductores. Por ejemplo, un canal de 8 bits transmitirá 8 bits (un byte) de manera simultánea, mientras que un canal en serie solo podrá transmitir esta cadena de manera secuencial. Si ambos canales operan a la misma frecuencia de reloj, el canal paralelo sería ocho veces más rápido. Un canal paralelo puede tener conductores adicionales para otras señales, como una señal de reloj para moderar el flujo de datos, una señal para controlar el direccionamiento de datos y señales de handshaking.

## Ejemplo de sistemas de comunicación paralela
- IBM System/360 Direct Control Feature (1964).[1]: p.18 . El IBM System/360 estándar poseía un puerto con un ancho de 8 bits para conexión con dispositivos externos, mientras que la variante IBM System/360 Model 44 tenía un ancho de 32 bits.

- Buses para periféricos de PC: ISA, ATA, SCSI, PCI y Front side bus, y puertos de impresión IEEE-1284 / Centronics.

- Bus para instrumentación de laboratorio IEEE-488.

## Comparación con comunicación en serie
Antes del desarrollo de la tecnología de comunicaciones de alta velocidad en serie, la decisión de usar enlaces en paralelo en lugar de enlaces en serie estaba condicionada por los siguientes factores:
- Velocidad: Superficialmente, la velocidad de una conexión de datos paralela es igual al número de bits que se transmiten al mismo tiempo multiplicado por el bit rate de cada enlace individual, con lo cual duplicando el número de bits transmitidos al mismo tiempo se duplica el bit rate total. En la práctica, el sesgo de reloj reduce la velocidad de cada enlace individual a la del más lento de todos ellos.
- Longitud del cable: La diafonía crea interferencias entre las líneas paralelas, que empeora a medida que aumenta la longitud de la conexión. Esto crea un límite máximo en la longitud de las conexiones paralelas, que suele ser menor que el de una conexión en serie.
- Complejidad: Las conexiones de datos en paralelo son fáciles de implementar en hardware, haciéndolo una elección lógica. Crear un puerto paralelo en un sistema computarizado es relativamente simple, solo requiere un biestable para copiar datos a un bus de datos. Por el contrario, la mayoría de las conexiones en serie primero deben ser convertidas de nuevo a paralelo por un UART antes de ser conectadas directamente a un bus.

El abaratamiento de los circuitos integrados, combinado con el aumento de la demanda de velocidad y longitud de la conexión, ha desplazado a las conexiones paralelas en favor de las conexiones en serie. Por ejemplo: puertos de impresión IEEE 1284 frente a USB, PATA frente a SATA, y SCSI frente a FireWire.
Por otro lado, se están volviendo a usar conexiones de datos paralelas en comunicaciones por radiofrecuencia. En vez de transmitir bit a bit (como con el código morse), técnicas como PSM, PAM, comunicaciones multiple-input y multiple-output envían bytes completos de manera simultánea. Técnicas más recientes como OFDM se han usado en líneas de ADSL para transmitir hasta 224 bits en paralelo y en DVB-T para transmitir 6045 bits en paralelo.